# Jod-123
Jod-123 je radioizotop jodu používaný k zobrazování v nukleární medicíně v metodách jako je jednofotonová emisní výpočetní tomografie (SPECT) nebo SPECT/CT. Jeho poločas přeměny je 13,22 hodiny; při přeměně záchytem elektronu na tellur-123 vyzařuje záření gama s převažující energií 159 keV (převážně toto záření se využívá k zobrazování). Obvykle se podává v aniontové formě (jako jodid).

## Výroba
Jod-123 se vyrábí v cyklotronu ozářením xenonu v kapsli protony. Xenon-124 zachytí proton a vzniklé cesium-125 uvolní neutron a proton za vzniku xenonu-123 nebo dva neutrony za vzniku cesia-123, které se přeměňuje na xenon-123. Ze 123Xe vzniká 123I, který se hromadí na straně kapsle až do ochlazení; následně je odstraněn zředěným roztokem hydroxidu sodného halogenovou disproporcionační reakcí.
124Xe + p+ → 123I + 2n0 + 2e−
Jod-123 je obvykle dodáván ve formě jodidu (I−) nebo jodnanu (IO−) ve zředěném roztoku hydroxidu sodného, s vysokou izotopovou čistotou.
123I pro lékařské účely se také vyrábí bombardováním 123Te protony.

## Radioaktivní přeměna
123I se přeměňuje záchytem elektronu na téměř stabilní (poločas přeměny je tak dlouhý, že se látka v praxi považuje za stabilní) 123Te.

## Použití v lékařství

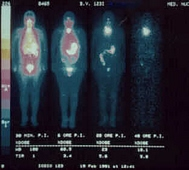
Rentgen štítné žlázy

123I je nejvhodnější izotop jodu pro diagnostické studium nemocí štítné žlázy. Jeho poločas přeměny je kolem 13,2 hodin, což je ideální pro 24hodinový test příjmu jodu a 123I má i další výhody pro zobrazování tkáně štítné žlázy. Energie gama fotonů, 159 keV, je ideální pro NaI krystalový detektor současných gamakamer. Má mnohem silnější proud fotonů než 131I. Radiační zatížení štítné žlázy je při použití 123I asi stokrát menší než u 131I.
123I je obvykle dodáván jako jodid sodný (NaI), někdy v elementární podobě rozpuštěný v zásaditém roztoku. Do pacientova těla se dostane v kapsli, nitrožilní injekcí nebo (méně často) v nápoji (131I se často podává v nápoji kvůli tomu, že dávka radiace do tkání po rozpuštění kapsle již není dostatečně silná). Jod se dostane do štítné žlázy a k získání obrazového materiálu vhodného k diagnostikování se použije gamakamera. Pomocí kvantitativních měření lze určit absorpci jodu žlázou k diagnostikování hypertyreózy či hypotyreózy.
Dávkování se může lišit; pro zobrazování štítné žlázy se doporučuje 7,5-25 MBq zatímco při testu přijímání jodu se používá dávka 3,7-11,1 MBq. Existují studie, podle které podaná dávka může mít silnější účinky kvůli nečistotám, které se do ní dostaly při přípravě.
Dávka 123I je obvykle tolerována jedinci, jejichž organismy netolerují kontrastní látky obsahující vyšší množství jodu, jaké se používají při CT vyšetření a podobných diagnostických procedurách. Jod není alergen.
123I se také používá ke značkování radiofarmak jako jsou jobenguan (MIBG; meta-jodbenzylguanidin) a ioflupan.

## Bezpečnostní opatření
Odstranění kontaminace radioaktivním jodem může být obtížné, doporučuje se použít dekontaminanty určené speciálně na odstranění radiojodu.